# 不增不減經
不增不減經（梵語：Anūnatvāpūrṇatvanirdeśa），收於大正藏經集部。為宣揚如來藏思想的大乘佛典，和《如來藏經》《勝鬘經》《寶性論》合稱為如來藏學派的三經一論。其主旨在於闡明由於眾生皆有如來藏，因此「眾生界」就是法界，在凡不減，在聖不增。

## 題解
不增不減，數量不增加，也不減少。佛教主張一切諸法本為空相，故不增不減。

## 傳譯
元魏菩提流支於西元525年譯出《不增不減經》，《不增不減經》並無現存的梵文全文，但可由《寶性論》梵本所引用之文句，考察出大約三分之一的原文。

## 內容
《不增不減經》將如來藏的密意顯示為「法身即眾生界即如來藏」的基本表述，並以「三種法」： (1) 如來藏本際相應體及清淨法 (2) 如來藏本際不相應體及煩惱不清淨法 (3) 如來藏未來際平等恆及有法，來說明「法身即眾生界即如來藏」的內涵。

## 外部連結
- 佛說不增不減經講記（釋智諭）
- 《佛說不增不減經》「眾生界不增不減」的修學義理（蔡耀明）
- 如來藏之研究－第三節 如來藏我 （页面存档备份，存于）（釋印順）
- 不增不減義之探究 —— 以《大智度論》為主 —— （页面存档备份，存于）（釋洞崧）